# هنريكي مينديز
هنريكي مينديز (بالبرتغالية: Henrique Mendes‏) هو مقدم تلفزيوني برتغالي، ولد في 2 يناير 1931 في لشبونة في البرتغال، وتوفي في 8 يوليو 2004 في أمادورا في البرتغال.